# Friedl Däuber
Friedl Däuber, né le 5 janvier 1911 à Berchtesgaden et mort le 1er mai 1997, est un skieur alpin et un fondeur allemand.

## Palmarès

### Jeux olympiques
Friedl Däuber participe une fois des Jeux olympiques en ski de fond lors de l'édition de 1936 à Garmisch-Partenkirchen.
| Édition / Épreuve           | 18 kilomètres | 4 x 10 kilomètres |
| --------------------------- | ------------- | ----------------- |
| Garmisch-Partenkirchen 1936 | 29e           | 6e                |

### Championnats du monde
| Épreuve / Édition               | Descente | Slalom      | Combiné                          |
| ------------------------------- | -------- | ----------- | -------------------------------- |
| Mondiaux 1931 Mürren            | 12e      | Bronze      | Épreuve inexistante à cette date |
| Mondiaux 1932 Cortina d'Ampezzo | 22e      | Or          | 4e                               |
| Mondiaux 1933 Innsbruck         | 6e       | 5e          | 7e                               |
| Mondiaux 1934 Saint-Moritz      | 15e      | 14e         | 12e                              |
| Mondiaux 1935 Mürren            | 6e       | Non partant | —                                |